# Linda van Rijn
Linda van Rijn is een schrijverspseudoniem van Mariëtte Middelbeek, die onder die schuilnaam sinds 2011 boeken uitbrengt. Middelbeek onthulde pas na elf jaar, in april 2022, dat Van Rijn haar alter ego is. Tot de onthulling was het niet publiek bekend dat Van Rijn een pseudoniem van een andere schrijfster was.
Van Rijn behoort tot een van de bestverkochte Nederlandse thrillerauteurs; in 2021 behaalde ze met haar verkoopresultaten de tweede plaats.

## Historie
Sinds 2011 worden er boeken in het thrillergenre uitgebracht onder de naam Linda van Rijn bij boekenuitgeverij Uitgeverij Marmer, deze boeken spelen zich vaak af op vakantiebestemmingen in binnen- en buitenland. Van Rijn maakte haar schrijversdebuut met het boek Last minute dat in april 2011 verscheen. In juni 2012 wist Van Rijn met haar boek Blue Curaçao voor het eerst De Bestseller 60 van bestverkochte boeken in Nederland te behalen.
Hierop volgend bracht Van Rijn meerdere boeken per jaar uit, met ieder jaar minstens twee boeken. Met deze boeken behaalde ze bijna allemaal De Bestseller 60. 
In december 2020 bracht Van Rijn haar 25e boek uit onder de titel Familiediner, dit was een speciale jubileumeditie met een harde kaft.
Op 21 april 2022 maakte schrijfster Mariëtte Middelbeek bekend dat zij al elf jaar schuilgaat achter het schrijverspseudoniem Linda van Rijn. Middelbeek vond het tijd om zichzelf te onthullen omdat ze als Van Rijn steeds vaker de vraag kreeg van haar lezers of ze haar konden ontmoeten, wat nooit ging omdat het nog niet algemeen bekend was dat Van Rijn een schrijverspseudoniem was.

## Bestseller 60
| Boeken met noteringen in de Nederlandse Bestseller 60 | Jaar van verschijnen | Datum van binnenkomst | Hoogste positie | Aantal weken | Opmerkingen                                   |
| ----------------------------------------------------- | -------------------- | --------------------- | --------------- | ------------ | --------------------------------------------- |
| Blue Curaçao                                          | 2012                 | 06-06-2012            | 22              | 23           |                                               |
| Vakantievrienden                                      | 2012                 | 15-08-2012            | 33              | 10           |                                               |
| Viva España                                           | 2013                 | 12-06-2013            | 25              | 15           |                                               |
| Piste alarm                                           | 2011                 | 16-10-2013            | 26              | 6            |                                               |
| Off piste                                             | 2013                 | 04-12-2013            | 51              | 1            |                                               |
| Voetbalvrouwen                                        | 2014                 | 02-04-2014            | 38              | 4            |                                               |
| Villa Toscane                                         | 2014                 | 28-05-2014            | 13              | 13           |                                               |
| Vive la France                                        | 2015                 | 06-05-2015            | 30              | 8            |                                               |
| De jaarclub                                           | 2015                 | 25-11-2015            | 42              | 3            |                                               |
| Zeezicht                                              | 2016                 | 27-04-2016            | 15              | 39           |                                               |
| Winterzon                                             | 2016                 | 16-11-2016            | 43              | 2            |                                               |
| Zomerhuis                                             | 2017                 | 26-04-2017            | 27              | 37           |                                               |
| Winterwereld                                          | 2017                 | 08-11-2017            | 38              | 2            |                                               |
| Casa Ibiza                                            | 2018                 | 23-05-2018            | 12              | 22           |                                               |
| Zomernacht                                            | 2018                 | 18-07-2018            | 26              | 13           |                                               |
| Bestemming Bonaire                                    | 2018                 | 31-10-2018            | 22              | 3            |                                               |
| Costa Brava                                           | 2019                 | 17-04-2019            | 31              | 8            |                                               |
| Zoutelande                                            | 2019                 | 02-10-2019            | 6               | 16           | tevens in het Duits uitgebracht               |
| Ibiza Club                                            | 2020                 | 15-04-2020            | 16              | 5            |                                               |
| Strandslag                                            | 2020                 | 08-07-2020            | 17              | 9            |                                               |
| Bloedkoraal                                           | 2020                 | 28-10-2020            | 20              | 3            |                                               |
| Familiediner                                          | 2020                 | 02-12-2020            | 57              | 1            | jubileumeditie                                |
| Zandvoort aan Zee                                     | 2021                 | 21-04-2021            | 8               | 13           |                                               |
| Provence                                              | 2021                 | 07-07-2021            | 7               | 9            |                                               |
| Sneeuwblind                                           | 2021                 | 13-10-2021            | 19              | 4            |                                               |
| Ciao Bella                                            | 2022                 | 20-04-2022            | 16              | 14           |                                               |
| Strandslag Texel                                      | 2022                 | 13-07-2022            | 50              | 5            |                                               |
| Playa Blanca                                          | 2022                 | 19-10-2022            | 26              | 2            |                                               |
| Villa Algarve                                         | 2023                 | 26-04-2023            | 8               | 13           |                                               |
| Beach Resort                                          | 2023                 | 18-10-2023            | 32              | 2            |                                               |
| Zoutelande                                            | 2024                 | 28-02-2024            | 56              | 3            | heruitgave van oorspronkelijke titel uit 2019 |
| Terschelling                                          | 2024                 | 17-04-2024            | 8               | 17           |                                               |
| Ardèche                                               | 2024                 | 26-04-2024            | 3               | 13           |                                               |
| Zandvoort aan zee                                     | 2024                 | 17-07-2024            | 28              | 7            | heruitgave van oorspronkelijke titel uit 2021 |
| Marbella                                              | 2024                 | 23-10-2024            | 10              | 3            |                                               |
| B&B Italia                                            | 2025                 | 16-04-2025            | 9               | 18           |                                               |
| Duinhuisje                                            | 2025                 | 25-06-2025            | 4               | 9*           |                                               |